# Cuirasse de Ksour Essef
Vous lisez un « bon article » labellisé en 2020.
La cuirasse de Ksour Essef est une cuirasse antique retrouvée dans une tombe punique en 1909 non loin de Ksour Essef, en Tunisie.
Cette pièce d'armure, datée généralement du IIIe siècle av. J.-C., est d'origine italiote et provient du sud de l'Italie. Sa découverte en Tunisie a amené les chercheurs à la rattacher aux expéditions de la deuxième guerre punique menées en Italie par le général carthaginois Hannibal Barca entre 211 et 203 av. J.-C. Cette hypothèse est aujourd'hui largement remise en cause à la suite de l'examen approfondi, au tournant des XXe et XXIe siècles, des différents objets découverts dans la tombe.
La cuirasse est conservée de nos jours au musée national du Bardo à Tunis, tout comme le matériel archéologique retrouvé dans la même sépulture. Elle constitue encore, un siècle après sa découverte, l'une des pièces emblématiques de son département antique.

## Histoire

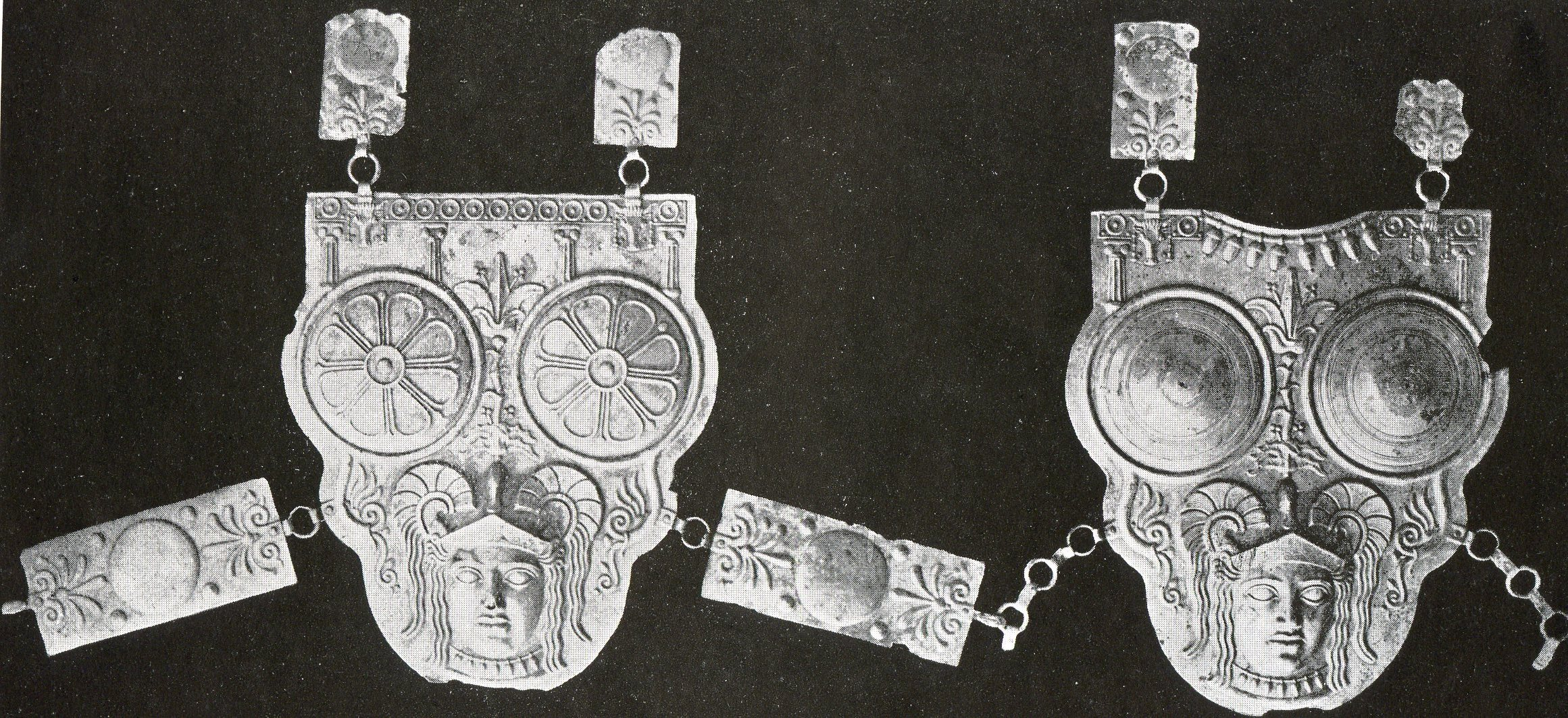
Photographie ancienne des deux faces de la cuirasse, dans le Catalogue du musée Alaoui publié par Ernest Leroux.

### Localisation et datation de la cuirasse
La cuirasse est découverte par des ouvriers tunisiens dans un tombeau punique au sud du bourg de Ksour Essef, précisément au lieu-dit d'Hammada-El-Mekata, à douze kilomètres au sud-ouest de Mahdia, dans le Sahel tunisien. L'armure est mise au jour dans une niche située sur l'un des côtés de la chambre funéraire.
Sa datation reste relativement incertaine : des archéologues la datent de la fin du IIIe siècle av. J.-C., d'autres des IIIe et IIe siècles av. J.-C.,, ou encore vers 300 av. J.-C..

### Histoire des fouilles
Dans le contexte du protectorat français de Tunisie, notamment de la fin du XIXe siècle au début du XXe siècle, les nécropoles puniques sont très largement fouillées. Sur le site archéologique de Carthage, les fouilles sont principalement le fait de pères blancs, comme Alfred Louis Delattre. L'ouverture des tombes est souvent alors l'objet de cérémonies mondaines, attirant la population coloniale française.
La cuirasse, fabriquée en Campanie ou en Apulie, est retrouvée le 20 février 1909, lors de fouilles d'un tombeau punique à puits à l'occasion de travaux de terrassement. L'archéologue et directeur du service des antiquités en Tunisie, Alfred Merlin, qui est rapidement informé de la découverte, étudie la tombe en compagnie de Louis Poinssot, inspecteur des antiquités.
Le matériel présent dans la sépulture subit toutefois des dommages lors des fouilles archéologiques : deux amphores sont brisées, avant de faire l'objet d'une restauration minutieuse réalisée à l'aide des fragments recueillis immédiatement sur place. Les planches du sarcophage, qui sont également détériorées au moment de la fouille par manque de soin, font aussi l'objet d'une restauration au sein du laboratoire du musée du Bardo.

### Contexte archéologique

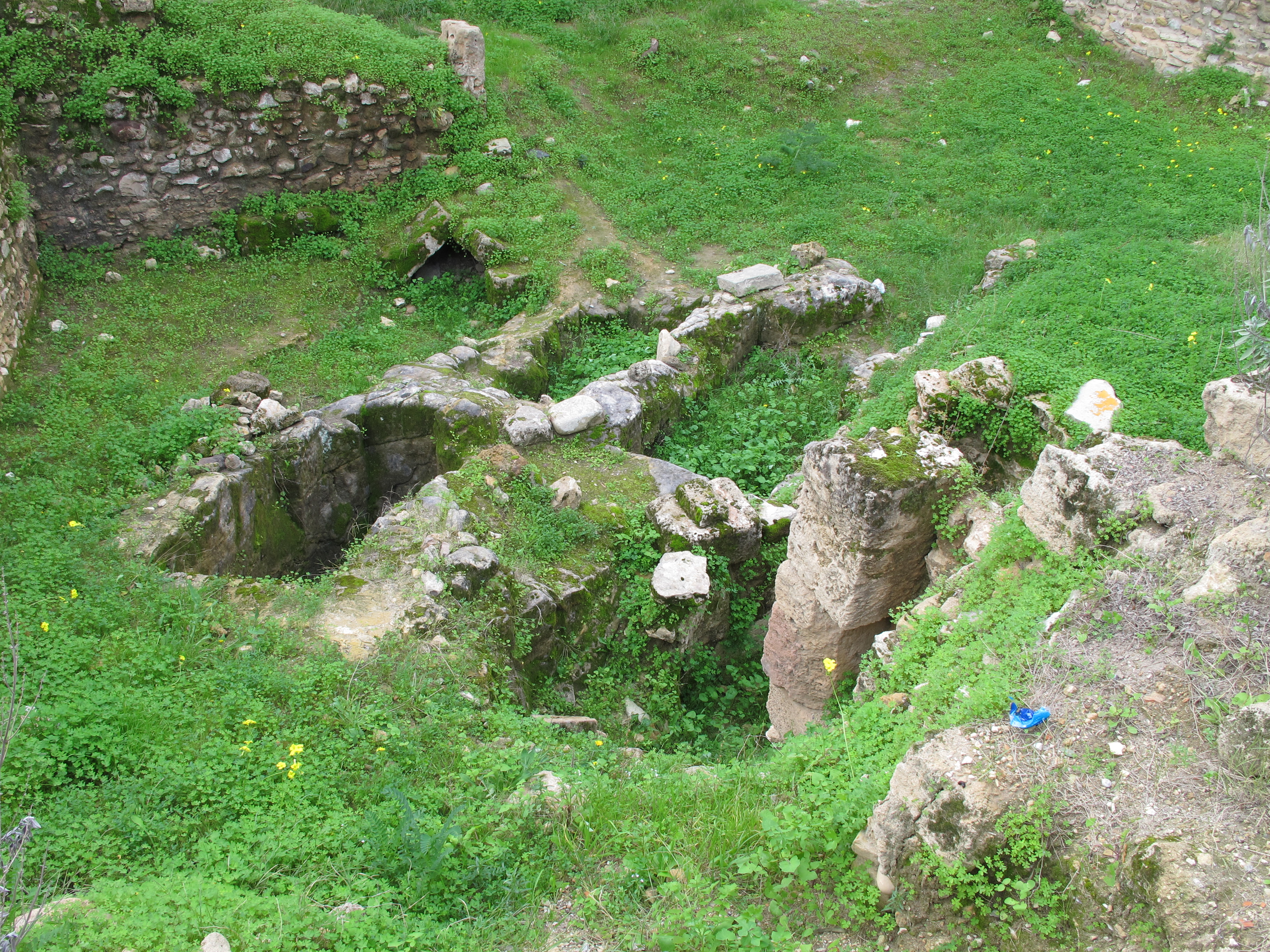
Exemple de tombes puniques à puits dans le parc archéologique des thermes d'Antonin à Carthage.

Le type de tombe à puits dans lequel le mobilier est retrouvé est répandu dans le Sahel tunisien. La tombe comporte un puits d'accès et deux chambres funéraires ; le puits, de 2,30 × 1,30 m, est comblé au moment de la découverte par des pierres provenant des carrières de Rejiche, non loin de là. L'une des deux chambres funéraires, de 4 m2 environ, est vide lors des fouilles. L'autre, plus grande, mesure 2 m sur 2,40 m et 1,60 m de haut.
Le même tombeau livre un coffre-sarcophage en bois de cyprès recouvert de couleur rouge, haut de 0,84 m, long de 1,80 m et large de 0,68 m. Ce sarcophage découvert dans la tombe appartient à un modèle répandu sur une zone géographique s'étendant du Byzacium à Gigthis. Les fouilleurs du début du XXe siècle ne mentionnent qu'un seul corps allongé sur le dos, les ossements étant découverts « assez mal conservés et réduits en miettes pour la plupart », revêtus d'un pigment brun-rouge, identifié à du cinabre. Selon Merlin, le défunt a peut-être subi un décharnement rituel préalable à l'inhumation. Deux squelettes sont identifiés dans les nouvelles analyses menées en Tunisie à la fin du XXe siècle, dont l'un appartenant à un individu de sexe masculin, d'une taille d'1,70 m et âgé d'une quarantaine d'années. Le crâne porte des traces d'ocre rouge.
Outre le sarcophage et la cuirasse, quatre amphores, un bol, une coupelle en bois (contenant encore de l'ocre) et une lampe vernissée noire sont mis au jour lors de la même fouille. Des éléments d'un ceinturon en bronze sont également dégagés, tout comme des plaques métalliques de cuivre présentes dans le sarcophage et qui n'ont pas été signalées par Merlin. Habib Ben Younès identifie ces fragments comme des éléments d'un coffret. La cuirasse se trouve lors de la découverte à côté de la lampe. Le matériel archéologique est déposé ensuite au musée du Bardo, dont la cuirasse « constitue le plus bel ornement d'une salle ». Certains éléments oubliés sont retrouvés dans les réserves du musée dans le courant des années 1990. Ben Younès souligne que de nombreux témoignages présents dans les nécropoles puniques fouillées au début du XXe siècle ont disparu, alors qu'ils auraient pu donner de nombreuses informations sur cette civilisation.

## Description

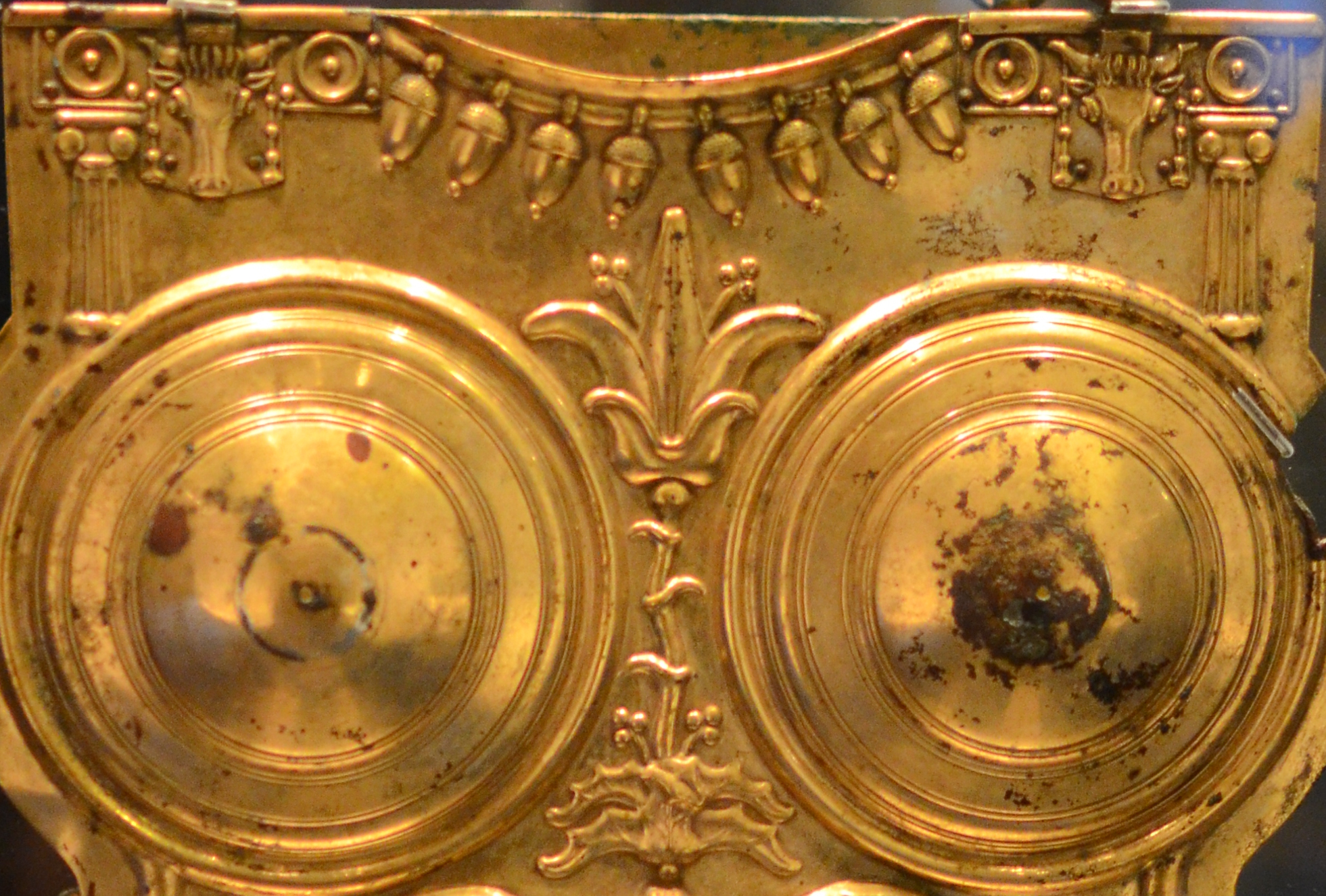
Détail des motifs floraux.

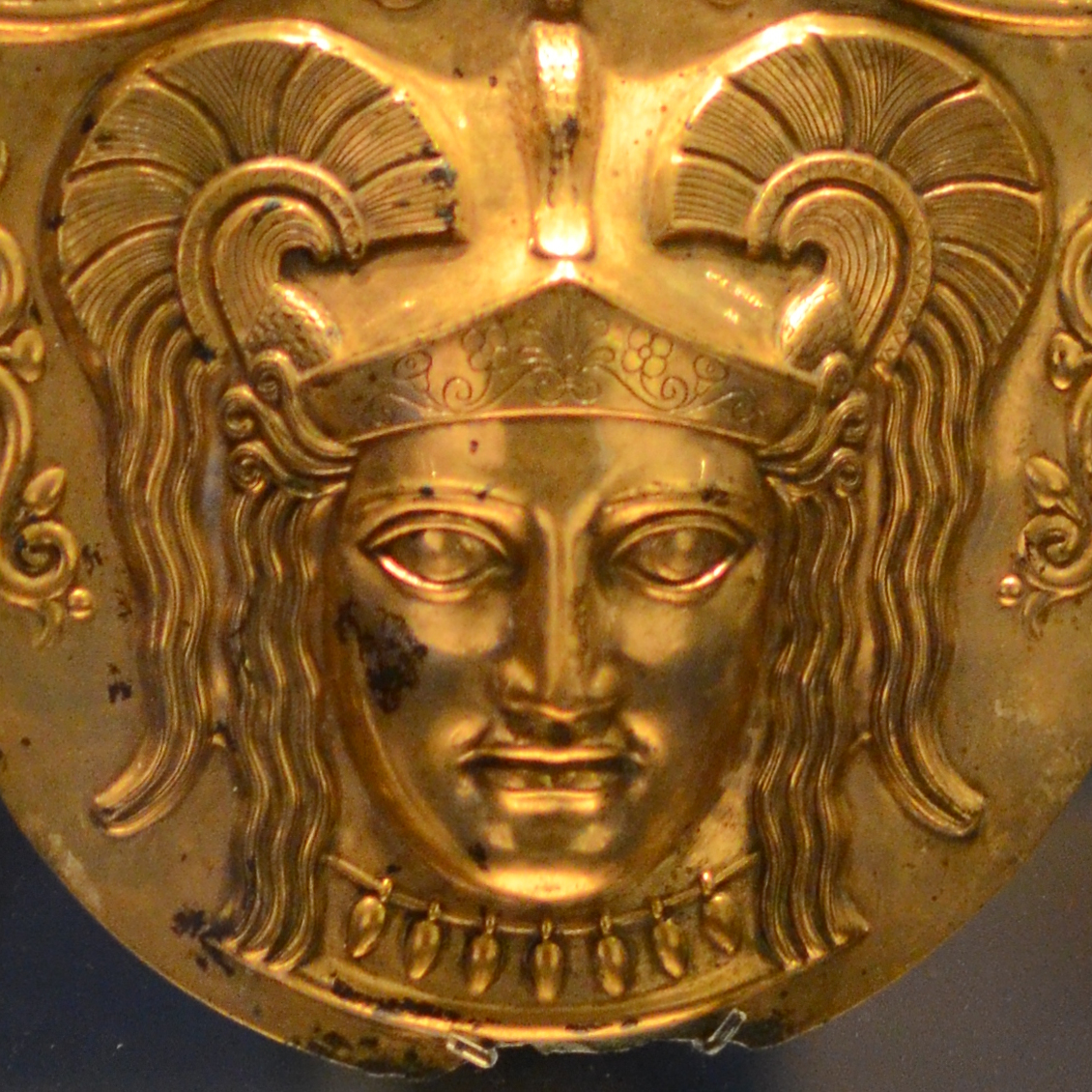
Détail de la représentation divine.

La cuirasse (inv. 01-02-03-01) est identifiée comme appartenant au type « kardiophylax » ou protège-cœur. « Pièce capitale de la trouvaille », elle est réalisée en bronze doré et mesure 30 centimètres de hauteur, ou 28 centimètres sur 30 centimètres pour le pectoral. Le côté face mesure 42,5 centimètres sur 44 centimètres et le revers mesure 42 centimètres sur 66 centimètres.
Elle possède un plastron et une dossière ou dossard : les faces de cette dernière partie comportent trois cercles en relief dont une représentation de Minerve casquée,. Des mèches de cheveux de la déesse sont visibles. Ses yeux sont grands et ses lèvres épaisses. Elle porte un collier de glands qui rappelle le haut du plastron orné d'un collier similaire de glands et de bucranes. Son casque est décoré de rinceaux et de trois cimiers. Un motif de palmettes est également présent de chaque côté de la tête de la divinité.
Un motif floral, identifié à un lys, est situé entre les cercles. Le plastron comportait un motif central aujourd'hui disparu et probablement réalisé en argent selon Merlin. Le motif de la dossière est une rosace à huit branches. Des bandeaux destinés à attacher la cuirasse au moyen de rivets sont décorés de globes et de palmettes. La cuirasse est également pourvue de décors géométriques et floraux qui complètent son ornementation,.

## Interprétation

### Problème de chronologie
Il existe un problème d'ordre chronologique dans la tombe fouillée au début du XXe siècle. En effet, le matériel archéologique retrouvé est antérieur à la première guerre punique et donc antérieur à l'hypothèse formulée par le fouilleur, datant la cuirasse de la deuxième guerre punique. L'étude de l'environnement archéologique de la cuirasse rend ainsi sa chronologie hypothétique selon Yann Le Bohec,.
Selon une classification du milieu des années 1990, l'une des amphores date de la première moitié du IVe siècle av. J.-C. voire de la fin du Ve siècle av. J.-C.. Une deuxième amphore, qui est une copie locale de poteries italiennes, est datable de la même période. Une troisième est d'un type produit jusqu'à une période estimée à la seconde moitié du IVe siècle av. J.-C. La lampe attique est quant à elle également datable du IVe siècle av. J.-C. Enfin, la coupelle appartient à un type répandu jusqu'au IIIe siècle av. J.-C. Selon Ben Younès, la date à privilégier pour le dépôt funéraire serait vraisemblablement le IVe siècle av. J.-C..

### Propriétaire inconnu mais contexte général assuré
La cuirasse, de « provenance exotique » si on prend en compte le lieu de découverte, n'est pas une œuvre carthaginoise mais une œuvre italiote, d'Italie méridionale ou de Campanie, datée du IIIe siècle av. J.-C. selon Merlin. Certains vases de cette région italienne parvenus jusqu'à nous représentent des personnages pourvus de telles cuirasses : une statuette qui comporte la même pièce d'armure et des disques en bronze (éléments disposés sur des vêtements de cuir d'une forme analogue à celle de la cuirasse) sont également connus.
Ces éléments de protection pour soldats sont particulièrement coûteux et rares pour l'époque. Merlin évoque en 1909 la présence d'armures similaires, originaires d'Apulie, au musée de Karlsruhe, au British Museum et au musée archéologique national de Naples. La dernière, découverte à Ruvo di Puglia, est « à très peu de choses près, identique » à celle de Ksour Essef, « les différences […] sont insignifiantes », même si cette dernière est en moins bon état de conservation car fortement oxydée. La représentation de Minerve peut être rapprochée des représentations de la même divinité connues pour la Campanie entre 317 et 211 selon le fouilleur. Le ceinturon appartient également à un type présent en Italie méridionale.
La présence d'une telle cuirasse en Tunisie a très vite incité les historiens à la relier à la deuxième guerre punique. Dans cette hypothèse, un guerrier de l'armée d'Hannibal Barca l'aurait rapportée d'Italie à l'issue de la guerre,. Merlin reste cependant prudent et évoque un produit importé « comme tant d'autres produits campaniens de moindre valeur » ou s'aventure à identifier l'occupant de la sépulture comme un mercenaire enterré avec des produits de son pays. Le fait d'en faire « un contemporain de la seconde guerre punique » est lié à la datation initiale du IIIe et IIe siècles av. J.-C.. La prudence qui est de mise dans les diverses hypothèses formulées par le fouilleur n'est pas toujours de mise dans les travaux ultérieurs.
L'œuvre a peut-être appartenu à un Libyphénicien de l'armée de Carthage selon Ben Younès, ou pourrait être simplement un trophée. C'est peut-être aussi un témoignage de « la participation des populations, les Libyphéniciens, à l'effort de guerre de la métropole Carthage bien avant le déclenchement de la première guerre punique ». La cuirasse semble être en tout état de cause un « témoin probable et indirect » des armées ou mercenaires des guerres carthaginoises, « vraisemblablement acquise en Campanie » lors du séjour italien de l'armée punique, entre 211 et 203 av. J.-C., ce qui fait d'elle un objet exceptionnel.